# Greta Lee
Greta Jiehan Lee (ur. 7 marca 1983 w Los Angeles) – amerykańska aktorka koreańskiego pochodzenia. Była nominowana do nagrody Emmy za rolę w serialu The Morning Show oraz Złotego Globu za rolę w filmie Celine Song Poprzednie życie.

## Filmografia

### Filmy
| Rok  | Tytuł                           | Rola                        | Uwagi       |
| ---- | ------------------------------- | --------------------------- | ----------- |
| 2012 | Hello I Must Be Going           | Gap Girl                    |             |
| 2013 | Hair Brained                    | Gertrude Lee                |             |
| 2014 | Mów mi Vincent                  | Teller #23                  |             |
| 2014 | Ta nasza młodość                | Sundance Interviewer (głos) |             |
| 2014 | Pierwsza piątka                 | Pill Girl                   |             |
| 2014 | Magik z Nowego Jorku            | Kara                        |             |
| 2015 | Siostry                         | Hae-Won Chan                |             |
| 2016 | 10 Crosby                       | Cabbie                      | krótkometr. |
| 2016 | Zakładnik z Wall Street         | Amy Lee                     |             |
| 2017 | Fits and Starts                 | Jennifer                    |             |
| 2017 | Bliźnięta                       | Tracy                       |             |
| 2017 | Cabiria, Charity, Chastity      | Nina the Showgirl           | krótkometr. |
| 2017 | Pottersville                    | Ilene                       |             |
| 2018 | Szukając szczęścia              | Maggie                      |             |
| 2018 | Spider-Man Uniwersum            | Lyla (głos)                 |             |
| 2021 | Rumble                          | Councilwoman (głos)         | cameo       |
| 2023 | Poprzednie życie                | Nora                        |             |
| 2023 | Problemista                     | Dalia                       |             |
| 2023 | Spider-Man: Poprzez multiwersum | Lyla (głos)                 |             |
| 2023 | Spuszczone ze smyczy            | Bella (głos)                |             |
| 2024 | The Tiger’s Apprentice          | Rabbit (głos)               |             |
| 2025 | Tron: Ares                      | Eve Kim                     |             |

### Seriale
| Rok        | Tytuł                              | Rola                 | Uwagi          |
| ---------- | ---------------------------------- | -------------------- | -------------- |
| 2006       | Prawo i porządek: sekcja specjalna | Heather Kim          | 1 odc.         |
| 2009       | The Electric Company               | Greta / Allie        | 2 odc.         |
| 2012–2018  | W potrzebie                        | Heidi                | 4 odc.         |
| 2012–2013  | Siostra Jackie                     | pielęgniarka         | 3 odc.         |
| 2013       | Bananowy doktor                    | Daisy                | 1 odc.         |
| 2013       | Bad Management                     | Mel                  | film TV        |
| 2013–2014  | Dziewczyny                         | Soojin               | 4 odc.         |
| 2013–2016  | Inside Amy Schumer                 | Greta Lee            | 9 odc.         |
| 2014       | Seriously Distracted               | Paige                | w gł. obsadzie |
| 2014–2015  | Jess i chłopaki                    | Kai                  | 5 odc.         |
| 2014–2015  | Above Average Presents             | różne role           | 2 odc.         |
| 2015–2016  | Miasteczko Wayward Pines           | Ruby                 | 5 odc.         |
| 2016–2017  | Chance                             | Lucy                 | w gł. obsadzie |
| 2017       | Broad City                         | dr Elizabeth Fuller  | 1 odc.         |
| 2017–2018  | Sprawa idealna                     | Amber Wood-Lutz      | 2 odc.         |
| 2019, 2022 | Russian Doll                       | Maxine               | w gł. obsadzie |
| 2019       | The Other Two                      | Genevieve Kim        | 1 odc.         |
| 2019       | Rozwód                             | Insurance Adjuster   | 1 odc.         |
| 2020       | Cudotwórcy                         | Vicky                | 2 odc.         |
| 2020       | Co robimy w ukryciu                | Celeste              | 1 odc.         |
| 2020       | The Twilight Zone                  | Ellen Jones          | 1 odc.         |
| 2020       | Helpsters                          | Bita                 | 1 odc.         |
| 2021–2023  | The Morning Show                   | Stella Bak           | w gł. obsadzie |
| 2021–2023  | HouseBroken                        | Bubbles i inne głosy | 19 odc.        |